# Liste des histoires des Schtroumpfs
Cet article présente la liste complète des histoires des Schtroumpfs dans leur ordre de parution.

## Les histoires
1. La Flûte à six trous (dessins et scénario : Peyo, 1958).
2. La Guerre des sept fontaines (dessins et scénario : Peyo, 1959).
3. Les Schtroumpfs noirs (dessins : Peyo, scénario : Yvan Delporte et Peyo, 1959).
4. Le Voleur de Schtroumpfs (dessins : Peyo, scénario : Yvan Delporte et Peyo, 1959).
5. L'Œuf et les Schtroumpfs (dessins : Peyo, scénario : Yvan Delporte et Peyo, 1960).
6. Le Faux Schtroumpf (dessins : Peyo, scénario : Yvan Delporte et Peyo, 1961).
7. La Faim des Schtroumpfs (dessins : Peyo, scénario : Yvan Delporte et Peyo, 1961).
8. Le Pays maudit (dessins et scénario : Peyo, 1961).
9. Le Centième Schtroumpf (dessins : Peyo, scénario : Yvan Delporte et Peyo, 1962).
10. Le Schtroumpf volant (dessins : Peyo, scénario : Yvan Delporte et Peyo, 1963).
11. Schtroumpfonie en ut (dessins : Peyo, scénario : Yvan Delporte et Peyo, 1963).
12. Le Schtroumpfissime (dessins : Peyo, scénario : Yvan Delporte et Peyo, 1964).
13. La Schtroumpfette (dessins et scénario : Peyo, 1966).
14. Le Sortilège de Maltrochu (dessins et scénario : Peyo, 1967).
15. Le Cosmoschtroumpf (dessins et scénario : Peyo, 1967).
16. Pâques schtroumpfantes (1) (dessins et scénario : Peyo, 1968).
17. Pièges à Schtroumpfs (dessins et scénario : Peyo et Gos, 1968).
18. Les Schtroumpfs et le Cracoucass (dessins et scénario : Peyo et Gos, 1968).
19. Un Schtroumpf pas comme les autres (dessins et scénario : Peyo, 1969).
20. Le Schtroumpfeur de pluie (dessins : Peyo, scénario : Peyo, Yvan Delporte et Gos, 1969).
21. L'Apprenti Schtroumpf (dessins et scénario : Peyo, 1970).
22. Schtroumpf vert et vert Schtroumpf (dessins : Peyo, scénario : Peyo et Yvan Delporte, 1972).
23. La Soupe aux Schtroumpfs (dessins : Peyo, scénario : Peyo et Yvan Delporte, 1976).
24. Benco et les Schtroumpfs (dessins et scénario : Peyo, 1980).
25. Les Schtroumpfs olympiques (dessins et scénario : Peyo, 1980).
26. Pâques schtroumpfantes (2) (dessins et scénario : Peyo, 1981).
27. Le Jardin des Schtroumpfs (dessins et scénario : Peyo, 1982).
28. Le Schtroumpf bricoleur (dessins et scénario : Peyo, 1982).
29. Une fête schtroumpfante (dessins et scénario : Peyo, 1983).
30. La Peinture schtroumpf (dessins et scénario : Peyo, 1983).
31. Le Bébé Schtroumpf (dessins et scénario : Peyo, 1984).
32. Le Premier Noël de bébé Schtroumpf (dessins et scénario : Peyo, 1985).
33. Les P'tits Schtroumpfs (dessins et scénario : Peyo, 1988).
34. Le Schtroumpf robot (dessins et scénario : Peyo, 1988).
35. L'Aéroschtroumpf (dessins et scénario : Peyo, 1990).
36. La Gourmandise chez les Schtroumpfs (dessins et scénario : Peyo, 1990).
37. Le Schtroumpfeur masqué (dessins et scénario : Peyo, 1990).
38. Puppy et les Schtroumpfs (dessins et scénario : Peyo, 1990).
39. Les Farces du Schtroumpf farceur (dessins et scénario : Peyo, 1990).
40. L'Étrange Réveil du Schtroumpf paresseux (dessins et scénario : Peyo, 1991).
41. Le Petit train des Schtroumpfs (dessins et scénario : Peyo, 1991).
42. Le Schtroumpf et son dragon (dessins et scénario : Peyo, 1991).
43. Les Schtroumpfs pompiers (dessins et scénario : Peyo, 1991).
44. Une taupe chez les Schtroumpfs (dessins et scénario : Peyo, 1991).
45. Le Schtroumpf financier (dessins : Peyo, Alain Maury, Luc Parthoens, scénario : Peyo, Thierry Culliford, 1992).
46. La Poudre d'escampette (dessins et scénario : Peyo, 1994).
47. Le Téléschtroumpf (dessins et scénario : Peyo, 1994).
48. Le Nouveau jeu des Schtroumpfs (dessins et scénario : Peyo, 1994).
49. Gargamel fait la paix (dessins et scénario : Peyo, 1994).
50. Le Schtroumpf costaud et les machines (dessins et scénario : Peyo, 1994).
51. Le Petit cirque des Schtroumpfs (dessins et scénario : Peyo, 1994).
52. Le Tourlitoula du Schtroumpf musicien (dessins et scénario : Peyo, 1994).
53. Le Manoir aux mille miroirs (dessins et scénario : Peyo, 1994).
54. Le Bateau des Schtroumpfs (dessins et scénario : Peyo, 1994).
55. L'Anniversaire du Grand Schtroumpf (dessins et scénario : Peyo, 1994).
56. Le Chef-d'œuvre du Schtroumpf peintre (dessins et scénario : Peyo, 1994).
57. Un baiser pour la Schtroumpfette (dessins et scénario : Peyo, 1994).
58. Les Malheurs du Schtroumpf coquet (dessins et scénario : Peyo, 1994).
59. Le Schtroumpf archéologue (dessins et scénario : Peyo, 1994).
60. Les Schtroumpfs et le mannequin de paille (dessins et scénario : Peyo, 1994).
61. La Salsepareille de Gargamel (dessins et scénario : Peyo, 1994).
62. Un lutin chez les Schtroumpfs (dessins et scénario : Peyo, 1994).
63. Le Bébé Schtroumpf dans le pétrin (dessins et scénario : Peyo, 1994).
64. Le Schtroumpf qui marchait sous l'eau (dessins et scénario : Peyo, 1994).
65. L'Ombre de l'Apprenti Schtroumpf (dessins et scénario : Peyo, 1994).
66. Le Schtroumpf peureux (dessins et scénario : Peyo, 1994).
67. Le Schtroumpfeur de bijoux (dessins : Alain Maury, encré par Luc Parthoens, scénario : Luc Parthoens, Thierry Culliford, 1994).
68. La Horde du corbeau (dessins : Alain Maury, scénario : Yvan Delporte, 1994).
69. Les Schtroumpfs gris (dessins et scénario : Peyo, 1994).
70. Les Vacances des Schtroumpfs (dessins et scénario : Peyo, 1994).
71. La Rentrée des Schtroumpfs (dessins et scénario : Peyo, 1994).
72. Les Schtroumpfs de papier (dessins et scénario : Peyo, 1995).
73. La Noël des Schtroumpfs (dessins et scénario : Peyo, 1995).
74. Le Tournoi (dessins et scénario : Peyo, 1995).
75. Les Schtroumpfs et Dame Nature (dessins et scénario : Peyo, 1995).
76. Le Petit singe des Schtroumpfs (dessins et scénario : Peyo, 1995).
77. Le Tunnel sous la Schtroumpf (dessins et scénario : Peyo, 1995).
78. Le Puits aux échanges (dessins et scénario : Peyo, 1995).
79. La Maison de Schtroumpf (dessins et scénario : Peyo, 1995).
80. Les Schtroumpfs au manège (dessins et scénario : Peyo, 1995).
81. Les Schtroumpfosaures (dessins et scénario : Peyo, 1995).
82. Le Petit chat des Schtroumpfs (dessins et scénario : Peyo, 1995).
83. Des cadeaux pour la Schtroumpfette (dessins et scénario : Peyo, 1995).
84. Docteur Schtroumpf (dessins : Alain Maury, encré par Luc Parthoens, scénario : Luc Parthoens, Thierry Culliford, 1996).
85. Le Schtroumpf sous-marin (dessins et scénario : Peyo, 1996).
86. Le Schtroumpf puant (dessins et scénario : Peyo, 1996).
87. Le Schtroumpf sauvage (dessins : Alain Maury, encré par Luc Parthoens, scénario : Luc Parthoens, Thierry Culliford, 1998).
88. Le Schtroumpf amnésique (dessins et scénario : Peyo, 1998).
89. La Nuit des sorciers (dessins : Alain Maury, scénario : Yvan Delporte, 1998).
90. La Menace Schtroumpf (dessins : Alain Maury, encré par Luc Parthoens, scénario : Luc Parthoens, Thierry Culliford, 2000).
91. On ne schtroumpfe pas le progrès (dessins : Ludo Borecki, Pascal Garray, scénario : Philippe Delzenne, Thierry Culliford, 2002).
92. Le Schtroumpf reporter (dessins : Ludo Borecki, scénario : Luc Parthoens, Thierry Culliford, 2003).
93. Les Schtroumpfs joueurs (dessins : Ludo Borecki, scénario : Luc Parthoens, Thierry Culliford, 2005).
94. Salade de Schtroumpfs (dessins : Ludo Borecki, Jeroen de Coninck, scénario : Luc Parthoens, Thierry Culliford, 2006).
95. Un enfant chez les Schtroumpfs (dessins : Jeroen de Coninck, scénario : Miguel Díaz Vizoso, Thierry Culliford, 2007).
96. Les Schtroumpfs et le Livre qui dit tout (dessins : Pascal Garray, scénario : Alain Jost, Thierry Culliford, 2008).
97. Schtroumpf les Bains (dessins : Pascal Garray, scénario : Alain Jost, Thierry Culliford, 2009).
98. La Grande Schtroumpfette (dessins : Pascal Garray, scénario : Alain Jost, Thierry Culliford, 2010).
99. Les Schtroumpfs et l'Arbre d'or (dessins : Pascal Garray, scénario : Thierry Culliford, 2011).
100. Les Schtroumpfs de l'ordre (dessins : Jeroen De Coninck, scénario : Alain Jost, Thierry Culliford, 2012).
101. Les Schtroumpfs à Pilulit (dessins : Pascal Garray, scénario : Alain Jost, Thierry Culliford, 2013).
102. Les Schtroumpfs et l'Amour sorcier (dessins : Jeroen De Coninck, scénario : Alain Jost, Thierry Culliford, 2014)
103. Schtroumpf le héros (dessins : Jeroen De Coninck, Miguel Díaz, scénario : Alain Jost, Thierry Culliford, 2015)
104. Les Schtroumpfs et le Demi-génie (dessins : Jeroen De Coninck, Miguel Díaz, scénario : Alain Jost, Thierry Culliford, 2016)
105. Les Schtroumpfs et les haricots mauves (dessins : Pascal Garray, scénario : Alain Jost, Thierry Culliford, 2017)
106. Les Schtroumpfs et le dragon du lac (dessins : Jeroen De Coninck, Miguel Díaz, scénario : Alain Jost, Thierry Culliford, 2018)
107. Les Schtroumpfs et la machine à rêver (dessins : Jeroen De Coninck, Miguel Díaz, scénario : Alain Jost, Thierry Culliford, 2019)
108. Les Schtroumpfs et le vol des cigognes (dessins : Miguel Díaz Vizoso, scénario : Alain Jost, Thierry Culliford, 2020)
109. Les Schtroumpfs et la tempête blanche (dessins : Alain Maury, scénario : Alain Jost, Thierry Culliford, 2021)
110. Les Schtroumpfs et les Enfants perdus (dessins : Alain Maury, scénario : Alain Jost, Thierry Culliford, 2022)
111. Gargamel l'ami des Schtroumpfs (dessins : Peral, scénario : Alain Jost, Thierry Culliford, 2023)
112. Les Schtroumpfs et la cape magique (dessins : Miguel Díaz Vizoso, scénario : Alain Jost, Thierry Culliford, 2024)

## Les séries de gags
1. Roméos et Schtroumpfette (dessins : Peyo, scénario : Peyo et Yvan Delporte, 1971).
2. Histoires de Schtroumpfs (dessins : Peyo, scénario : Peyo et Yvan Delporte, 1972).
3. Jeux olympschtroumpfs (dessins : Peyo, scénario : Peyo et Yvan Delporte, 1973).
4. Schtroumpferies (dessins et scénario : Peyo, 1976).

## Dans les albums

### CollectionJohan et Pirlouit
- 9. La Flûte à six schtroumpfs, Dupuis, 1960 : épisode 1.
- 10. La Guerre des sept fontaines, Dupuis, 1962 : épisode 2.
- 12. Le Pays maudit, Dupuis, 1964 : épisode 8.
- 13. Le Sortilège de Maltrochu, Dupuis, 1970 : épisode 14.
- 14. La Horde du corbeau, Le Lombard, 1994 : épisode 68.
- 16. La Nuit des sorciers, Le Lombard, 1998 : épisode 89.

### CollectionLes Schtroumpfs
1. Les Schtroumpfs noirs, Dupuis, 1963 : épisodes 3, 10 et 4.
2. Le Schtroumpfissime, Dupuis, 1965 : épisodes 12 et 11.
3. La Schtroumpfette, Dupuis, 1967 : épisodes 13 et 7.
4. L'Œuf et les Schtroumpfs, Dupuis, 1968 : épisodes 5, 6 et 9.
5. Les Schtroumpfs et le Cracoucass, Dupuis, 1969 : épisodes 18 et 19.
6. Le Cosmoschtroumpf, Dupuis, 1970 : épisodes 15 et 20.
7. L'Apprenti Schtroumpf, Dupuis, 1971 : épisodes 21 et 17 + 10 gags de Schtroumpfs (Roméos et Schtroumpfette).
8. Histoires de Schtroumpfs, Dupuis, 1972 : 52 gags de Schtroumpfs.
9. Schtroumpf vert et vert Schtroumpf, Dupuis, 1973 : épisode 22 + 13 gags de Schtroumpfs (Jeux olympschtroumpfs).
10. La Soupe aux Schtroumpfs, Dupuis, 1976 : épisode 23 + 10 gags de Schtroumpfs (Schtroumpferies).
11. Les Schtroumpfs olympiques, Dupuis, 1983 : épisodes 25, 26 et 27.
12. Le Bébé Schtroumpf, Dupuis, 1984 : épisodes 31, 28, 30 et 29.
13. Les P'tits Schtroumpfs, Dupuis, 1988 : épisodes 33 et 34.
14. L'Aéroschtroumpf, Cartoon Creation, 1990 : épisodes 35, 36, 37, 38 et 39.
15. L'Étrange Réveil du Schtroumpf paresseux, Cartoon Creation, 1991 : épisodes 40, 41, 42, 43 et 44.
16. Le Schtroumpf financier, Le Lombard, 1992 : épisode 45.
17. Le Schtroumpfeur de bijoux, Le Lombard, 1994 : épisode 67.
18. Docteur Schtroumpf, Le Lombard, 1996 : épisode 84.
19. Le Schtroumpf sauvage, Le Lombard, 1998 : épisode 87.
20. La Menace Schtroumpf, Le Lombard, 2000 : épisode 90.
21. On ne schtroumpfe pas le progrès, Le Lombard, 2002 : épisode 91.
22. Le Schtroumpf reporter, Le Lombard, 2003 : épisode 92.
23. Les Schtroumpfs joueurs, Le Lombard, 2005 : épisode 93.
24. Salade de Schtroumpfs, Le Lombard, 2006 : épisode 94.
25. Un enfant chez les Schtroumpfs, Le Lombard, 2007 : épisode 95.
26. Les Schtroumpfs et le Livre qui dit tout, Le Lombard, 2008 : épisode 96.
27. Schtroumpf les Bains, Le Lombard, 2009 : épisode 97.
28. La Grande Schtroumpfette, Le Lombard, 2010 : épisode 98.
29. Les Schtroumpfs et l'Arbre d'or, Le Lombard, 2011 : épisode 99.
30. Les Schtroumpfs de l'ordre, Le Lombard, 2012 : épisode 100.
31. Les Schtroumpfs à Pilulit, Le Lombard, 2013 : épisode 101.
32. Les Schtroumpfs et l'Amour Sorcier, Le Lombard, 2014 : épisode 102.
33. Schtroumpf le héros, Le Lombard, 2015 : épisode 103.
34. Les Schtroumpfs et le Demi-génie, Le Lombard, 2016 : épisode 104.
35. Les Schtroumpfs et les haricots mauves, Le Lombard, 2017 : épisode 105.
36. Les Schtroumpfs et le dragon du lac, Le Lombard, 2018 : épisode 106.
37. Les Schtroumpfs et la machine à rêver, Le Lombard, 2019 : épisode 107.
38. Les Schtroumpfs et le vol des cigognes, Le Lombard, 2020 : épisode 108.
39. Les Schtroumpfs et la tempête blanche, Le Lombard, 2021 : épisode 109.
40. Les Schtroumpfs et les enfants perdus, Le Lombard, 2022 : épisode 110.
41. Gargamel l'ami des Schtroumpfs, Le Lombard, 2023 : épisode 111.
42. Les Schtroumpfs et la cape magique, Le Lombard, 2024 : épisode 112.

### Collection3 Histoires de Schtroumpfs
1. La Poudre d'escampette, Lombard, 1994 : épisodes 46, 47 et 48.
2. Gargamel fait la paix, Lombard, 1994 : épisodes 49, 50 et 51.
3. Le Tourlitoula du Schtroumpf musicien, Lombard, 1994 : épisodes 52, 53 et 54.
4. L'Anniversaire du Grand Schtroumpf, Lombard, 1994 : épisodes 55, 56 et 57.
5. Les Malheurs du Schtroumpf coquet, Lombard, 1994 : épisodes 58, 59 et 60.
6. La Salsepareille de Gargamel, Lombard, 1994 : épisodes 61, 62 et 63.
7. Le Schtroumpf qui marchait sous l'eau, Lombard, 1994 : épisodes 64, 65 et 66.
8. Les Schtroumpfs gris, Lombard, 1994 : épisodes 69, 70 et 71.
9. Les Schtroumpfs de papier, Lombard, 1995 : épisodes 72, 73 et 74.
10. Les Schtroumpfs et Dame Nature, Lombard, 1995 : épisodes 75, 76 et 77.
11. Le Puits aux échanges, Lombard, 1995 : épisodes 78, 79 et 80.
12. Les Schtroumpfosaures, Lombard, 1995 : épisodes 81, 82 et 83.
13. Le Schtroumpf sous-marin, Lombard, 1996 : épisodes 85 et 86.

### CollectionSchtroumpferies
1. Schtroumpferies 1, Le Lombard, 1994
2. Schtroumpferies 2, Le Lombard, 1996
3. Schtroumpferies 3, Le Lombard, 1997
4. Schtroumpferies 4, Le Lombard, 1999
5. Schtroumpferies 5, Le Lombard, 2001

### Collection Pirate
1. Les Schtroumpfs et le Bougloubou, Dupuis, 2001
2. Les P'tits Schtroumpfs sur la Lune, Dupuis, 2001
3. La Schtroumpfette et le Chevalier, Dupuis, 2001
4. La Piscine des Schtroumpfs, Dupuis, 2001

### Collection120 blagues de Schtroumpfs
1. 120 blagues et autres surprises 1, Le Lombard, 2007
2. 120 blagues et autres surprises 2, Le Lombard, 2008
3. 120 blagues et autres surprises 3, Le Lombard, 2009
4. 120 blagues et autres surprises 4, Le Lombard, 2010
5. 120 blagues et autres surprises 5, Le Lombard, 2012

### Collection300 GAGS Schtroumpfs
Les gags parus initialement en 5 tomes sous le titre « 120 blagues de Schtroumpfs » ci-dessus sont repris en 2 volumes cartonnés:
1. 300 GAGS Schtroumpfs, Tome 1 (couverture bleue), Le Lombard, 2013  (ISBN 9782803633432)
2. 300 GAGS Schtroumpfs, Tome 2 (couverture rouge), Le Lombard, 2013  (ISBN 9782803633449)

### CollectionL'Univers des Schtroumpfs
1. Gargamel et les Schtroumpfs, Le Lombard, 2011
2. Noël chez les Schtroumpfs, Le Lombard, 2012
3. Sacrée Schtroumpfette, Le Lombard, 2013
4. Des monstres et des Schtroumpfs, Le Lombard, 2014
5. Les Schtroumpfs fêtent Halloween, Le Lombard, 2014
6. Les Schtroumpfs font du sport, Le Lombard, 2015
7. Les Schtroumpfs en vacances, Le Lombard, 2016

### CollectionLe Village des Filles
1. La Forêt interdite, Le Lombard, 2017
2. La Trahison de Bouton d'or, Le Lombard, 2018
3. Le Corbeau, Le Lombard, 2019
4. Un nouveau départ, Le Lombard, 2020
5. Le Bâton de saule, Le Lombard, 2022
6. L'Île vagabonde, Le Lombard, 2023
7. Le Pays des Pierres schtroumpfantes, Le Lombard, 2024

### CollectionLes SchtroumpfsHors-séries
1. Les Schtroumpfeurs de flûte, Le Lombard, 2008